# Sinivalkoinen Rintama
Sinivalkoinen Rintama (Abk. SVR, deutsch: Blau-weiße Front) ist eine nationalistische Partei in Finnland. Sie wurde 2009 unter dem Namen Vapauspuolue – Suomen tulevaisuus (VP, Freiheitspartei – Finnlands Zukunft) gegründet. Der aktuelle Name wurde 2013 angenommen.

## Geschichte
Die VP wurde am 4. April 2009 gegründet. Im September 2010 schlossen sich die Reste der rechtsextremen Suomen Kansan Sinivalkoiset (SKS, Finnisches Volk Blau-Weiß), darunter Olavi Mäenpää, Stadtrat von Turku der Partei an. Im Laufe des Jahres schlossen sich weitere kommunale Mandatsträger der Nationalen Sammlungspartei und der Partei Die Finnen der VP an.
Bei der Parlamentswahl 2011 kandidierte die Partei erstmals zu einer Wahl an. Sie erreichte 4.285 Stimmen, was 0,1 % der Wähler entsprach.
Bei der Kommunalwahl 2012 stellte die VP nur einen Kandidaten in Kaarina, der 15 Stimmen erreichte. 2013 wurde der Parteiname geändert.

## Politik
Die Partei fordert das Verbot des Baus von Moscheen. Sie lehnt die Atomkraft ab und spricht sich gegen den Schwedischunterricht in finnischen Schulen aus.